# Hydroptila bumbulensis
Hydroptila bumbulensis är en nattsländeart som beskrevs av Wells och Andersen 1995. Hydroptila bumbulensis ingår i släktet Hydroptila och familjen smånattsländor. Inga underarter finns listade i Catalogue of Life.